# Geologie van Socotra
De geologie van Socotra is onderdeel van de geologie van Jemen. Het eiland ligt op de Somalische Plaat, die de afgelopen 60 miljoen jaar steeds verder afgedreven is van het Arabisch Schiereiland. Socotra bestaat uit oude metamorfe gesteenten uit het Precambrium, die binnengedrongen worden door jongere stollingsgesteenten. Deze gesteenten worden overdekt met kalksteen en andere mariene sedimenten die afgezet zijn tijdens mariene transgressieperioden in het Krijt en het daaropvolgende en huidige Cenozoïcum.

## Tektoniek

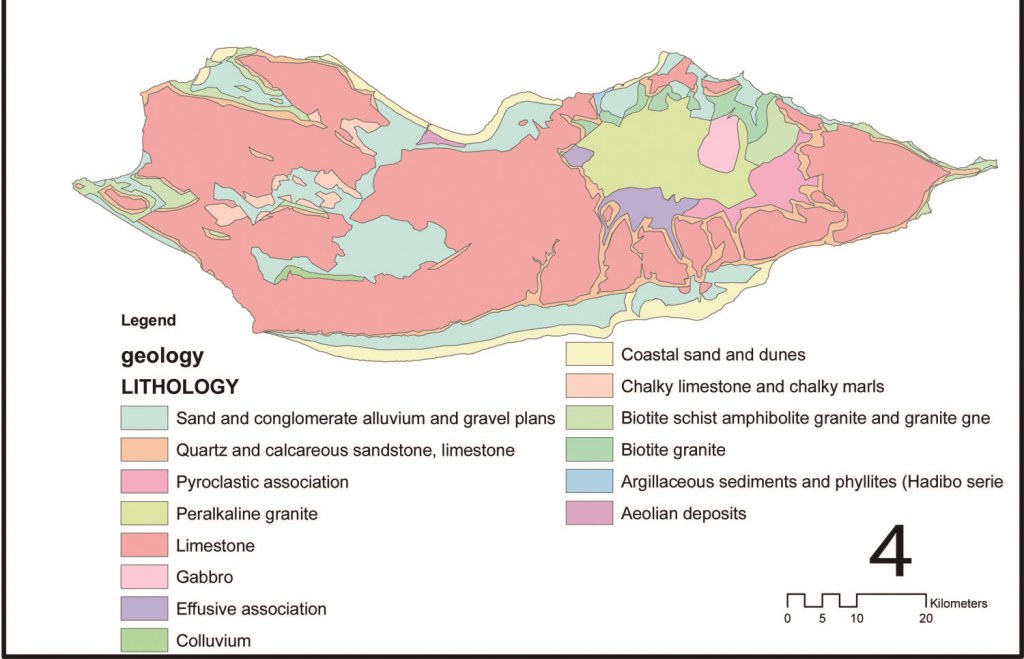
Geologische kaart met de lithologie van Socotra

De geologische geschiedenis van wat nu het eiland Socotra is begon met de vorming van het Arabisch-Nubisch Schild 780 tot 600 miljoen jaar geleden, toen aangroei plaatsvond met terreinen en delen van de continentale lithosfeer. Het is onzeker wat de oorsprong is van de terreinen waarop Socotra ligt en die tegenwoordig aan de Golf van Aden grenzen. Ook is niet bekend wanneer de aanwas daarvan heeft plaatsgevonden. Mogelijk is dit gebied ontstaan uit fragmenten van een ouder paleocontinent. Deze verzameling vormde onderdeel van de Oost-Afrikaanse Orogenese en was daarna gedurende een lange periode tektonisch gezien relatief stabiel. Socotra lag destijds tegen het huidige zuidelijke Omaanse gouvernement Dhofar aan.
Ongeveer 35 miljoen jaar geleden begon het Arabisch-Nubisch Schild uiteen te vallen als gevolg van het ontstaan van de Afarpluim (of Afar Triple Junction; zie ook Danakildepressie). De krachten die vrijkwamen bij deze mantelpluim zorgden voor het ontstaan van de Continentale Vloedbasalten van Ethiopië en Jemen en stelden het schild van onderaf bloot aan heet mantelmateriaal. Dit leidde ergens vóór 28 Ma tot het begin van scheurvorming. Er ontstond een divergente plaatgrens die het schild verdeelde in de Arabische Plaat en de Somalische Plaat. Toen de platen zich scheidden, stroomde water vanuit de Indische Oceaan het nieuw gecreëerde bekken in en resulteerde in het ontstaan van de Golf van Aden. In het midden van dit bekken werd een mid-oceanische rug gevormd die de Aden-Rug wordt genoemd.
Door deze kloof werd ook Socotra van het Arabische schiereiland gescheiden. Door verdere scheurvorming langs de oostelijke delen van de Aden-Rug drijven de Arabische en Somalische platen nog steeds uiteen met een jaarlijkse snelheid van ongeveer 18 millimeter, waardoor ook Socotra steeds verder van het Arabisch Schiereiland komt te liggen. De bijbehorende geologische krachten zorgen de laatste 10 miljoen jaar ook voor een langzame tektonische opheffing van Socotra.

## Stratigrafie

### Precambrium
De oudste rotsen op Socotra dateren uit het Precambrium en zijn ten minste 800 miljoen jaar oud. Deze rotsen bestaan vooral uit metasedimentair schist en gneis, die gevormd werden onder invloed van de metamorfose van amfibolietfacies. In de sokkel van het eiland bevinden zich verschillende soorten stollingsgesteente. Door het binnendringen van magma van onder het oppervlak werden Plutonische granieten gevormd. Lavastromen van 60 tot 70 meter dik leidden tot het afzetten van andesiet, daciet en ryoliet. Recenter explosief vulkanisme leidde tot de vorming van breccie en tufsteen. Deze perioden van vulkanische activiteit zijn niet precies bekend. De hierdoor ontstane rotsen worden doorsneden door lagen graniet en gabbro van het in het Precambrium ontstane Hagghier-gebergte.
Het Hagghier-gebergte vertegenwoordigt de grootste dagzoom van sokkelgesteenten op het eiland. Andere Precambrische ontsluitingen zijn te vinden in de Qalansyah-vallei in het noordwesten van het eiland en bij Ras Momi (bij Erissel) en Ras Shu'ub, die respectievelijk in het uiterste oosten en het uiterste westen van het eiland liggen. Ook op de naburige eilanden Abd al-Kuri en Samha zijn Precambriaanse sokkelgesteenten gedagzoomd.
Na het Precambrium onderging het gebied dat nu Socotra heet een lange periode van schiervlaktevorming, waarbij het bestaande oppervlak erodeerde zonder dat er nieuwe lagen werden afgezet. Dit resulteerde in een aanzienlijke discordantie. Paleozoïsche gesteenten zijn vrijwel onbekend uit Socotra, hoewel een kalium-argondatering van een schaliemonster uit de buurt van Hadiboh van maximaal ongeveer 400 miljoen jaar oud op een oorsprong in het Devoon lijkt te wijzen. Eind jaren zeventig werd op basis van biostratigrafie een deel van het sedimentair gesteente op het eiland toegeschreven aan de overgangsperiode van Carboon naar Perm (ongeveer 300 miljoen jaar geleden). Bij later onderzoek bleek echter dat de betrokken indexfossielen uit een recentere periode moeten stammen.

### Mesozoïcum
Tot de jaren 1970 werd aangenomen dat de oudste rotsen boven de discordanties tijdens het Krijt waren afgezet. Eind jaren 1990 werd echter melding gemaakt van een 320 meter dikke laag Trias-materiaal onder 110 meter dikke Jura-afzettingen. Deze lagen bevinden zich in een smalle strook aan de oost-zuidoostkust van het eiland rond Ras Falanj en omvatten sedimenten die eerder ten onrechte waren toegeschreven aan het Paleozoïcum.
De vroegste Trias-formatie (ongeveer 250 miljoen jaar geleden) bestaat uit zandsteen en wordt in verband gebracht met minder gebruikelijk fijnkorrelig materiaal die erop lijken te wijzen dat het afzettingen betreffen van een vroegere vlechtende rivier. Deze zandsteenformatie gaat over in kalksteen dat is afgezet in een ondiep gedeelte van de zee, ongeveer 240 tot 220 miljoen jaar geleden.
Na de afzetting van Trias-kalksteen onderging de regio die nu Socotra omvat een periode van opheffing en erosie, waardoor 190 tot 180 miljoen jaar oude Jura-zeezandsteen discordant op de oudere rotsen is gelegen. Deze zandsteen vertoont aanzienlijke cross-bedding die verband houdt met afzetting in een omgeving met sterk tij. Later deze periode werden zandsteenafzettingen afgewisseld met siltsteen en kalksteen. Sommige hiervan bevatten een groot aantal koraalfossielen, die erop wijzen dat tijdens het Jura het mariene milieu ondieper werd en er zich koraalriffen ontwikkelden.
Tijdens het Krijt werd de regio overstroomd door een transgressie, wat leidde tot de afzetting van ondiepe mariene kalksteen en siliciclastische sedimenten voor de kust.

### Cenozoïcum
Tijdens het Eoceen werd kalksteen afgezet voor de kust. In het Oligoceen en Mioceen werden nog meer kalkhoudende afzettingen afgezet. Uit dit kalksteen zijn de kliffen op het eiland ontstaan.

## Economische geologie

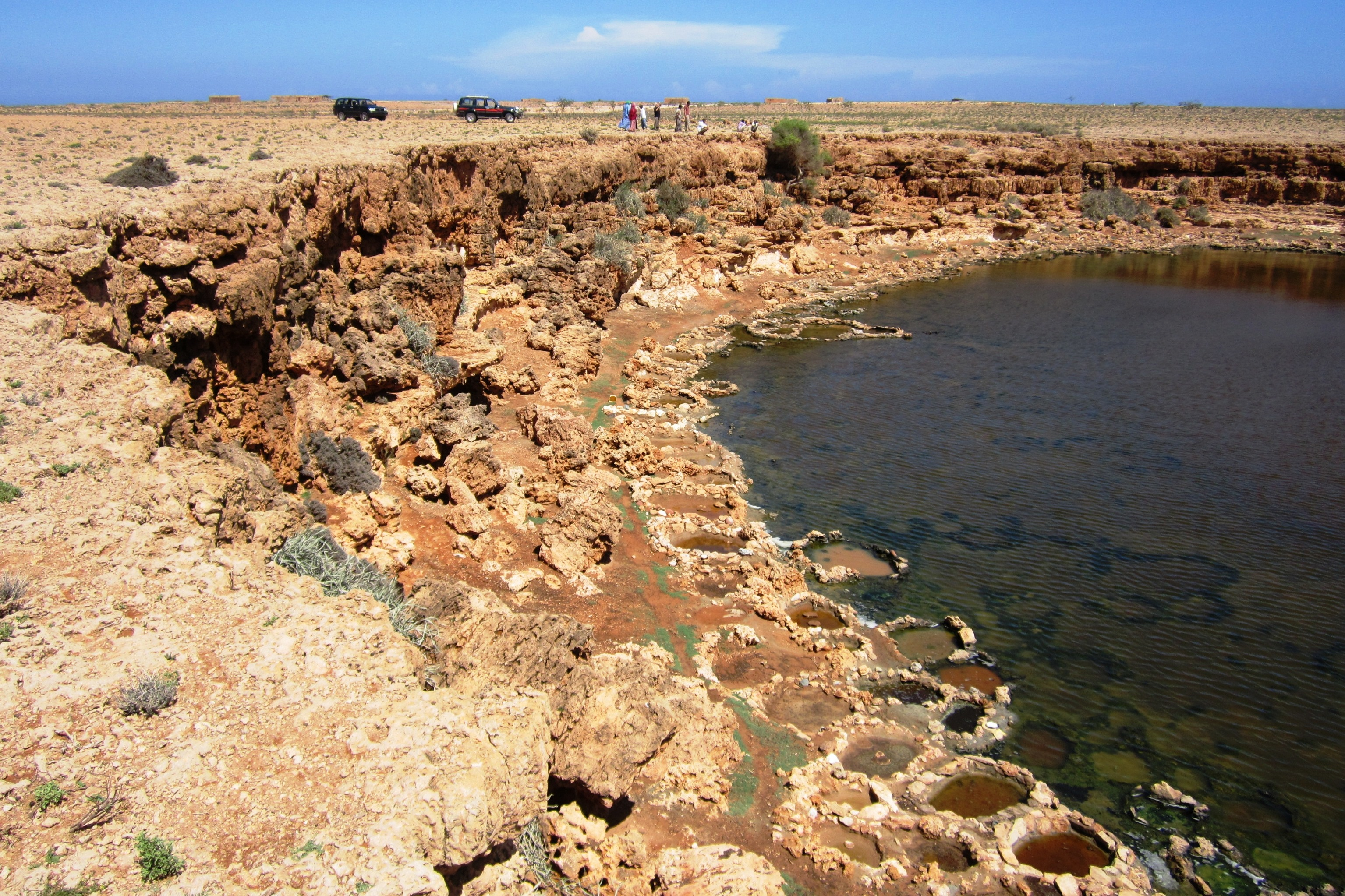
Cenote met primitieve kleine zoutpannen bij het dorp Ghubbah in het noorden van het eiland.

De economische geologie van Socotra is slecht onderzocht. Er wordt hoofdzakelijk lokale mijnbouw bedreven voor het verkrijgen van bouwmaterialen. In woestijngebieden met solonchakgronden wordt op traditionele manier zoutwinning bedreven met zoutpannen.
Het Britse bedrijf BG Group stelde in 1995 (ondanks een geschiedenis van mislukte olie- en gasexploratie in het gebied) vast dat de play (een groep van olievelden met gelijke geologische kenmerken) van Qishn, zich voor de kust van Socotra en mogelijk onder het eiland uitstrekt.